# Argyrophorodes catalalis
Argyrophorodes catalalis is een vlinder uit de familie van de grasmotten (Crambidae). De wetenschappelijke naam van deze soort is voor het eerst gepubliceerd in 1956 door Hubert Marion en Pierre Viette.
De soort komt voor in Madagaskar.